# انقلاب 2008 في موريتانيا

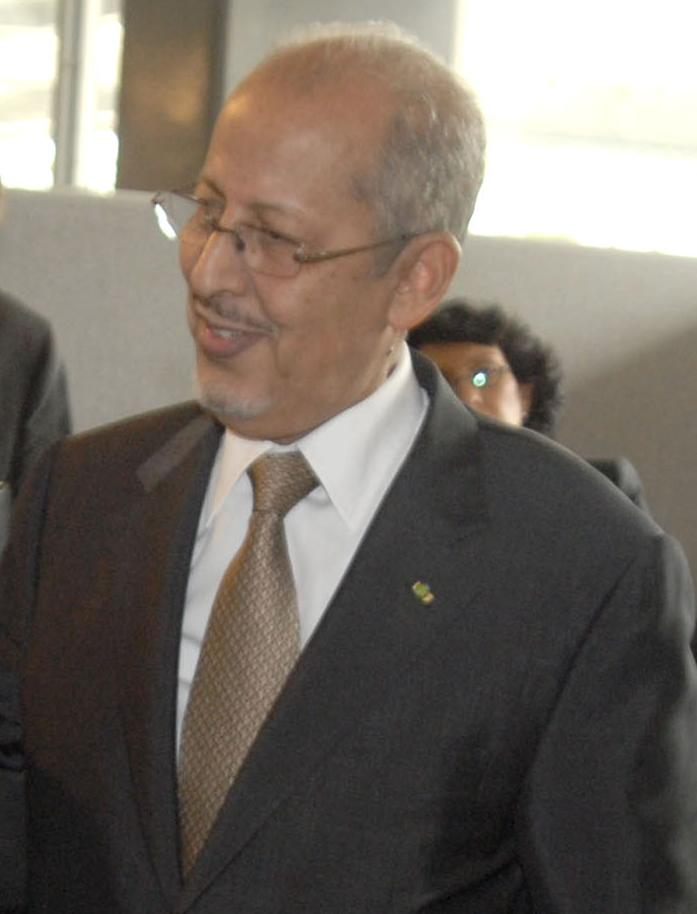
الرئيس الموريتاني المخلوع سيدي محمد ولد الشيخ عبد الله

انقلاب 6 أغسطس 2008 في موريتانيا هو انقلاب عسكري في موريتانيا وقع في يوم 6 أغسطس 2008 أطاح بالرئيس المنتخب سيدي محمد ولد الشيخ عبد الله. وقاده الجنرال محمد ولد عبد العزيز الذي كان يشغل منصب رئيس أركان الحرس الرئاسي.
وقع الانقلاب بعد ساعة و40 دقيقة من صدور قرار رئاسي بإقالته وثلاثة من العسكريين البارزين، وقد أسموا الانقلاب «الحركة التصحيحية». وأسسوا «المجلس الأعلى للدولة» برئاسة الجنرال محمد ولد عبد العزيز. وقد لاقى الانقلاب معارضة دولية وداخلية من بعض الأحزاب السياسية ولكن كفة التأييد للانقلاب رجحت في النهاية بعد مسيرات جابت عددا من أنحاء البلاد معلنة تأييدها للمجلس الأعلى للدولة.[بحاجة لمصدر]
وقد سبق الانقلاب أزمة سياسية بين البرلمان والمؤسسة الرئاسية بعد رفض الحكومة لدورة طارئة للجمعية الوطنية كانت تهدف إلى التحقيق في مصادر تمويل مؤسسة ختو منت البخاري التي تمتلكها زوجة رئيس الدولة المخلوع.
بعد الانقلاب جرى اعتقال الرئيس والوزير الأول ليوضعا بعد ذلك تحت الإقامة الجبرية ولتوجه للرئيس المخلوع تهما «بالفساد واستغلال منصبه لأغراض شخصية».